# Noruega en los Juegos Paralímpicos de Atenas 2004
Noruega estuvo representada en los Juegos Paralímpicos de Atenas 2004 por un total de 34 deportistas, 21 hombres y 13 mujeres.

## Medallistas
El equipo paralímpico noruego obtuvo las siguientes medallas:
| Nombre                  | Deporte  | Evento                                      |
| ----------------------- | -------- | ------------------------------------------- |
| Oro                     |          |                                             |
| Ann Cathrin Lübbe       | Hípica   | Doma individual grado IV mixto              |
| Ann Cathrin Lübbe       | Hípica   | Doma individual estilo libre grado IV mixto |
| Cecilie Drabsch Norland | Natación | 50 m libre S8 femenino                      |
| Plata                   |          |                                             |
| Roger Aandalen          | Bochas   | Individual BC1 mixto                        |
| Bronce                  |          |                                             |
| Cecilie Drabsch Norland | Natación | 100 m libre S8 femenino                     |